# Macchi M.C.202 Folgore
Le Macchi M.C.202 Folgore (en français : « foudre ») fut le chasseur italien le plus important de la Seconde Guerre mondiale, grâce à ses qualités et — à l'échelle  de l'industrie italienne de l'époque — ses chiffres de production élevés.

## Sa conception
Le M.C.202 avait pour principales caractéristiques d'être équipé pour la première fois d'un moteur en ligne, le Daimler-Benz DB 601 utilisé pour les Messerschmitt Bf 109E et F, et d'être une évolution du M.C.200. Mario Castoldi conserva les ailes et l'empennage, mais le fuselage, très élégant et aérodynamique, était entièrement nouveau. Le premier vol effectué le 10 août 1940 fut un succès : l'avion montra des caractéristiques de vol exceptionnelles (maniabilité, grande vitesse en palier et bonne vitesse ascensionnelle) en exploitant parfaitement les qualités du moteur. La seule faiblesse était l'armement, réduit à deux mitrailleuses de 12,7 mm et deux de 7,7 mm (On peut noter la production de moteurs DB 601A par Alfa Romeo sous licence).

## Sa carrière
Son emploi commença en Libye en novembre 1941 et se poursuivit en Méditerranée, en Russie et dans les Balkans. Après l'armistice de septembre 1943, les Folgore furent utilisés par les Alliés, ainsi qu'un petit nombre par la République de Salo. Les derniers servirent pour l'instruction jusqu'en 1948.

## Utilisation
Il fut l'un des avions pilotés par l'as italien Ennio Tarantola (8 victoires).
Le M.C.202 fut utilisé dans les escadrons :
- 151a Squadriglia
- 20° Gruppo
- 51° Stormo de Regia Aeronautica

## Opérateurs
État indépendant de Croatie
- Zrakoplovstvo Nezavisne Države Hrvatske

  Reich allemand
- Luftwaffe
  - II/JG 77 - 12 appareils capturés.

  Royaume d'Italie
- Regia Aeronautica
- Aeronautica Cobelligerante Italiana

  République sociale italienne
- Aeronautica Nazionale Repubblicana

  Italie
- Aeronautica Militare - jusqu'en 1948